# M80 motorway
Der M80 motorway (englisch für ‚Autobahn M80‘) ist eine Hauptautobahn in Zentralschottland, die als Ausfallstraße von Glasgow her in die Grafschaft Fife, Stadt Perth und weiter in das Schottische Hochland dient. Sie ist 40 Kilometer (25 Meilen) lang und verbindet Glasgow und Stirling über die Stadt Cumbernauld. Sie wurde in drei zeitlich weit auseinanderliegenden Etappen errichtet: 12 km bei Haggs im Jahr 1974 am Nordende, 8 km bei Stepps 1992 am Südende und die 20 km lange Lückenschluss im Jahr 2011.

## Geschichte
Die erste Strecke bei Haggs und Stirling wurde im Mai 1974 fertiggestellt, zusammen mit der letzten Phase der von Edinburgh führenden Autobahn M9. Im Juni 1992 kam die zweite Strecke bei Stepps, die als Umfahrung für Vororte Glasgow dient.
Nach diesen Bauarbeiten entstand die 20 km lange Lücke bei und durch Cumbernauld. Dort verlief zwar die vierspurige Hauptstraße A80, die aber mit seinen Ampeln und Kreiseln nicht für den Autobahnverkehr ausgelegt war. Eine der Hauptanschlussstellen der A80, der Kreisverkehr „Auchenklins“, hatte solch starken Verkehrsprobleme, dass bei ihm im November 2005 Planfreiheit hergestellt wurde. Doch lange Jahre war der Lückenschluss durch Streitigkeiten um die Endtrasse verzögert. Hierbei gab es zwei Optionen: die bisherige Hauptstraße zur Autobahn ausbauen, mit neuer Strecke Stepps–Mollinsburn oder eine neue Autobahn in der sogenannten „Kelvin Valley Route“ zu bauen. Trotz Widerstands wurde die Ausbauoption gewählt, nicht zuletzt wegen Zerstörung eines Teils des römischen Antoninuswalls bei der Neubauoption. Vorbereitungsarbeiten für den 320 Millionen £ teuren Ausbau begannen im November 2008 und nach fast drei Jahren im September 2011 dem Verkehr vollständig freigegeben. Seither ist die Autobahn M80 in voller Länge fertig.

## Beschreibung der Strecke
Die Straße beginnt an der Anschlussstelle 13 der Autobahn M8 in Blockairn, einem Vorort von Glasgow. In Richtung Nordost bedient die Straße die Orte Bishopbriggs, Lenzie und Kirkintilloch, aus denen viele Pendler kommen, die nach Glasgow wollen. Wenige Meilen nach Glasgow mündet die aus Süden führende Autobahn M73 ein und kurz danach verläuft die Strecke durch die Planstadt Cumbernauld. Vor der Anschlussstelle mit der nach Stirling führenden A91 zweigt die M876 ab, die Verkehr zur Kincardine Bridge (Stadt Kincardine) leitet.  Ein paar hundert Yard weiter, die Autobahn endet, wenn sie kurz vor Stirling bei Bannockburn in die M9 einmündet.